# 法盲
法盲，是指没有掌握基本的法律常识、没有法治观念、缺乏对自己作为社会关系参加人所具有的权利和义务的基本了解的人。
說人「法盲」可能是一種人身攻擊，在中華民國曾經有說別人是法盲結果被控告公然侮辱並且被判處拘役50天的例子。